# Jacques Lebar
Jacques Lebar, né à Paris le 18 juin 1911 et mort le 9 janvier 2004 à Neuilly-sur-Seine, est un journaliste français. 

## Biographie
Issu d’une famille juive algérienne, son père était dermatologue à Paris. Il milité à la Ligue d’Action Universitaire Républicaine et Socialiste (LAURS) qu'il représentera au début des années trente au sein du Comité d’Entente Française pour le Rapprochement Franco-Allemand. Dès l'Occupation, déchu de la citoyenneté française en tant que juif algérien (abrogation du décret Crémieux), il s'engage dans la Résistance (mouvement CDLR) et se lie d’amitié avec Roger Stéphane. C'est par son biais qu’en 1950, il intègre l’équipe fondatrice de France Observateur et son conseil de rédaction.
Deux ans plus tard, il entre à l’Alliance israélite universelle où, avec Gérard Israël, il lance Les Nouveaux Cahiers. A France Observateur, il est d’abord secrétaire de rédaction à mi-temps mais il s’impose comme un des principaux animateurs du journal au point d’en devenir, au début des années 1960, le rédacteur en chef-adjoint. Fervent partisan de la cause indépendantiste algérienne, il rend compte de nombreuses manifestations ou réunions d’associations la soutenant. En 1961, il est de ceux qui, comme Claude Bourdet, sont hostiles à l’aide financière de Claude Perdriel. Mais il n’en juge pas moins que l’opposition systématique au gaullisme n’a plus grand sens et que le journal doit prendre ses distances avec les positions et la tactique du PSU.
Faisant partie des anciens de France Observateur récupérés au Nouvel Observateur, il est un actionnaire et membre vigilant de son conseil d’administration. Parallèlement, il milite au sein des Nouveaux Cahiers pour une paix au Proche-Orient et, notamment après la guerre des Six-Jours, pour la création d’un État palestinien. Au Nouvel Observateur, il apparaît comme une personnalité d’une grande culture très attachée au respect de la langue française. Mais il est relégué au rang d’assistant du chef du service littéraire – c'est-à-dire de Guy Dumur – avant de prendre en charge le courrier des lecteurs.
Y recevant environ deux cents lettres par semaine, il est chargé de choisir la douzaine de lettres publiées dans chaque numéro. Ne s’appuyant sur aucune base statistique, il retient particulièrement les lettres qui se réfèrent à un article et qui apportent un éclaircissement ou un renseignement, par exemple sur un scandale, l’école ou les luttes sociales. S’il dispose d’une place de prédilection et d’une surface importante par rapport aux autres hebdomadaires, il doit prendre en compte que la taille accordée à sa rubrique n’est décidée qu’au dernier moment. Mais pour lui, le courrier « vaut surtout par l’importance du dialogue qu’il engendre et le respect du public qu’il suppose».
Il semble quitter le journal vers 1980.

## Œuvre
- Quand Jérusalem brûlait - en l'an 70, le 29 août, Jacques Lebar et Gérard Israël, collection Ce jour-là, Éditions Robert Laffont, 1970